# Kornel Horodyski
Kornel Horodyski (2. března 1827 – 11. února 1898 Lvov) byl rakouský politik polské národnosti z Haliče, na konci 19. století poslanec Říšské rady.

## Biografie
V roce 1889 byl zvolen za poslance Haličského zemského sněmu.
Byl i poslancem Říšské rady (celostátního parlamentu Předlitavska), kam usedl v doplňovacích volbách roku 1895 za kurii venkovských obcí v Haliči, obvod Bučač, Čortkiv atd. Nastoupil 11. listopadu 1895 místo Mikołaje Wolańského. Mandát zde obhájil i ve volbách roku 1897 (obvod Bučač 61) a poslancem byl až do své smrti roku 1898. Pak ho v parlamentu nahradil Marjan Błażowski. Ve volebním období 1891–1897 se uvádí jako rytíř Cornel von Horodyski, statkář, bytem Kolyndjany.
Po volbách roku 1897 se uvádí jako oficiální polský kandidát. Byl členem Polského klubu, v jehož rámci představoval konzervativní křídlo.
Zemřel v únoru 1898.